# Sextette
Pour les articles homonymes, voir Sextet (homonymie).
Pour plus de détails, voir Fiche technique et Distribution.
Sextette est un film américain réalisé par Ken Hughes, sorti en 1978.

## Synopsis
La star de cinéma américaine et sex-symbol Marlo Manners est à Londres, où elle vient de se marier pour la sixième fois. Elle et son nouveau mari, Sir Michael Barrington, partent pour une suite lune de miel dans un hôtel chic et exclusif qui leur a été réservé par son manager Dan Turner. L'hôtel est également le lieu d'une conférence internationale, où les dirigeants se sont réunis pour résoudre les tensions et les problèmes qui menacent la survie du monde. Alors que le président, M. Chambers, tente de rappeler la réunion à l'ordre, les délégués se pressent aux fenêtres dans le but d'apercevoir Marlo à son arrivée.
Pendant qu'ils entrent dans le hall, Marlo, devenue Lady Barrington, et son mari sont envahis par des admirateurs et des journalistes. A la question "Recevez-vous beaucoup de propositions de vos fans masculins ?" elle plaisante "Ouais, et ce qu'ils proposent ne regarde personne." Une fois à l'intérieur de leur suite, le couple est incapable d'aller se coucher pour consommer leur union en raison d'interruptions constantes dues aux exigences de sa carrière, telles que des interviews, des essayages et des séances de photos. Plusieurs hommes, viennent aussi jusque dans leur chambre dont certains anciens maris, le diplomate Alexei Andreyev Karansky, le réalisateur Laslo Karolny, le gangster Vance Norton et toute une équipe sportive américaine, qui veulent tous avoir des relations sexuelles avec Marlo.
Pendant ce temps, Turner cherche désespérément une cassette audio contenant les mémoires de son client afin de la détruire. Marlo a enregistré de nombreux détails sur ses affaires et ses scandales, avec beaucoup de saleté sur ses maris et ses amants. L'ex-mari Alexei, délégué russe à la conférence, menace de faire dérailler les négociations intenses à moins qu'il ne puisse avoir une autre rencontre sexuelle avec elle. On s'attend à ce que Marlo travaille "sous couverture" pour assurer la paix mondiale.

## Fiche technique
- Titre français : Sextette
- Réalisation : Ken Hughes
- Scénario : Herbert Baker d'après la pièce de Mae West
- Photographie : James Crabe
- Musique : Artie Butler
- Production : Daniel Briggs, Don Henderson, Robert Sullivan, Warner G. Toub et Harry Weiss
- Pays d'origine : États-Unis
- Format : Couleurs - 1,85:1 - Mono
- Genre : comédie musicale
- Date de sortie : 1978

## Distribution
- Mae West : Marlo Manners
- Timothy Dalton : Sir Michael Barrington
- Dom DeLuise : Dan Turner
- Tony Curtis : Alexei Karansky
- Ringo Starr : Laslo Karolny
- George Hamilton : Vance Norton
- Alice Cooper : Serveur
- Keith Moon : Dress Designer
- Regis Philbin : Regis Philbin
- Walter Pidgeon : The Chairman
- George Raft : George Raft
- Ian Abercrombie : Rex Ambrose
- James Bacon : Reporter
- Reg Lewis : l'athlète